# アロエランド
アロエランドは、静岡県牧之原市にあるアロエベラ農園、店舗およびそれらを経営する企業の名称である。牧之原市を代表する観光農園でもある。

## 活動内容
- アロエベラの栽培、管理
- アロエベラの一次加工、及び化粧品原料製造
- 観光農園の直売所にて商品の販売
- アロエ健康セミナーによるアロエの普及活動
- 緑茶ペーストの製造・販売
- アロエ足湯

## 所在地
・本社兼店舗所在地：静岡県牧之原市片浜783-1

## 主な製品
オリジナル製品が主力であり、アロエベラを用いたジュース、シャンプー、リンス、美肌水などの化粧品類を製造している。このほか、県内産の茶葉を原料とした濃縮緑茶ペースト及び緑茶ペーストを使用した加工食品の製造を行っている。

## 沿革
- 1998年（平成10年） 創業
- 2003年（平成15年） 法人成
- 2009年（平成21年） アロエ風呂廃止
- 2011年（平成23年） アロエ足湯開始